# Artur Manowarda
Artur Karol de Jana Manowarda (ur. 13 marca 1886 we Lwowie, zm. 24 stycznia 1946) – podpułkownik piechoty Wojska Polskiego, działacz przemysłu włókienniczego.

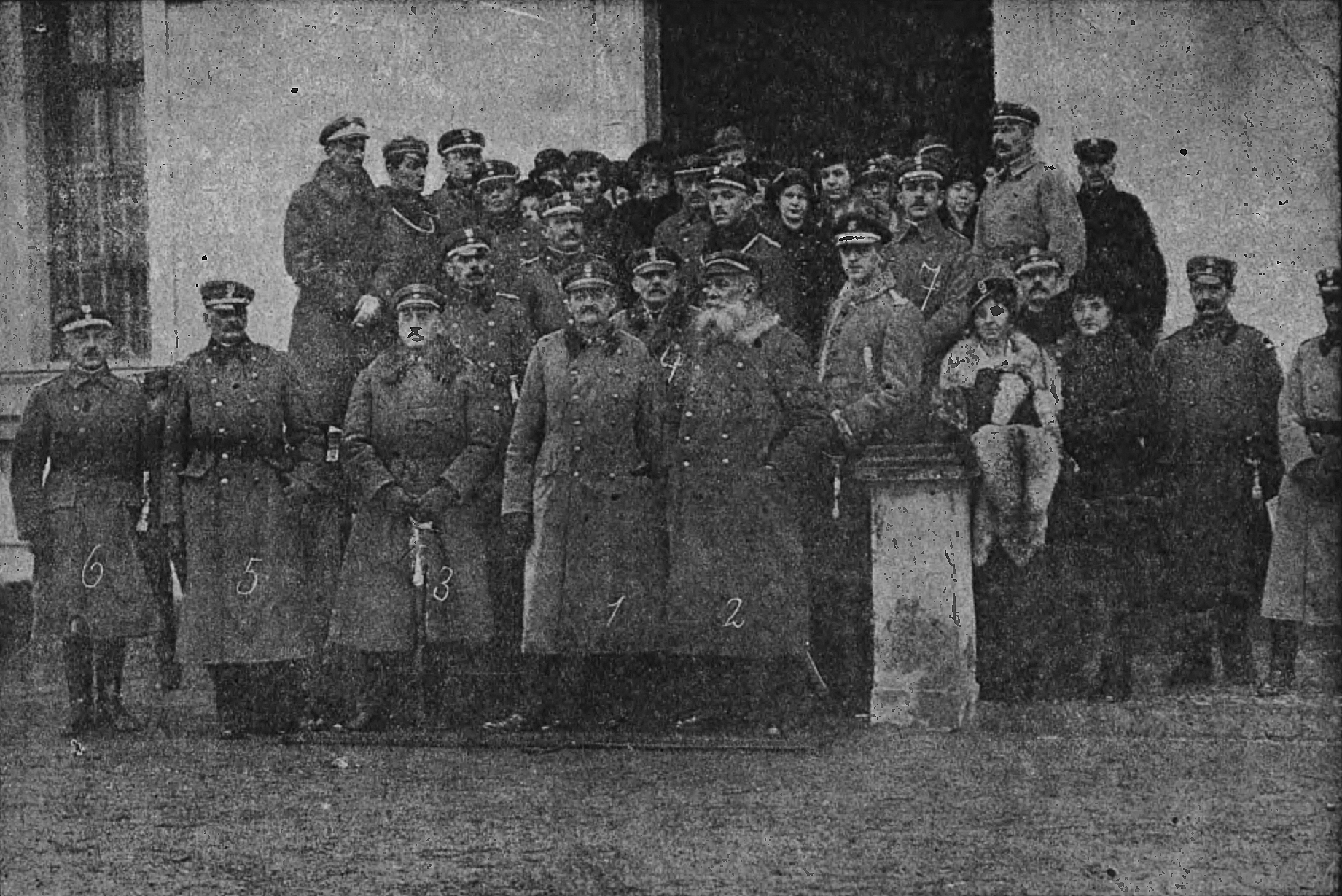
Poświęcenie Szkoły Podchorążych w Łobzowie 12 stycznia 1919. Oznaczony 7) kpt. Manowarda

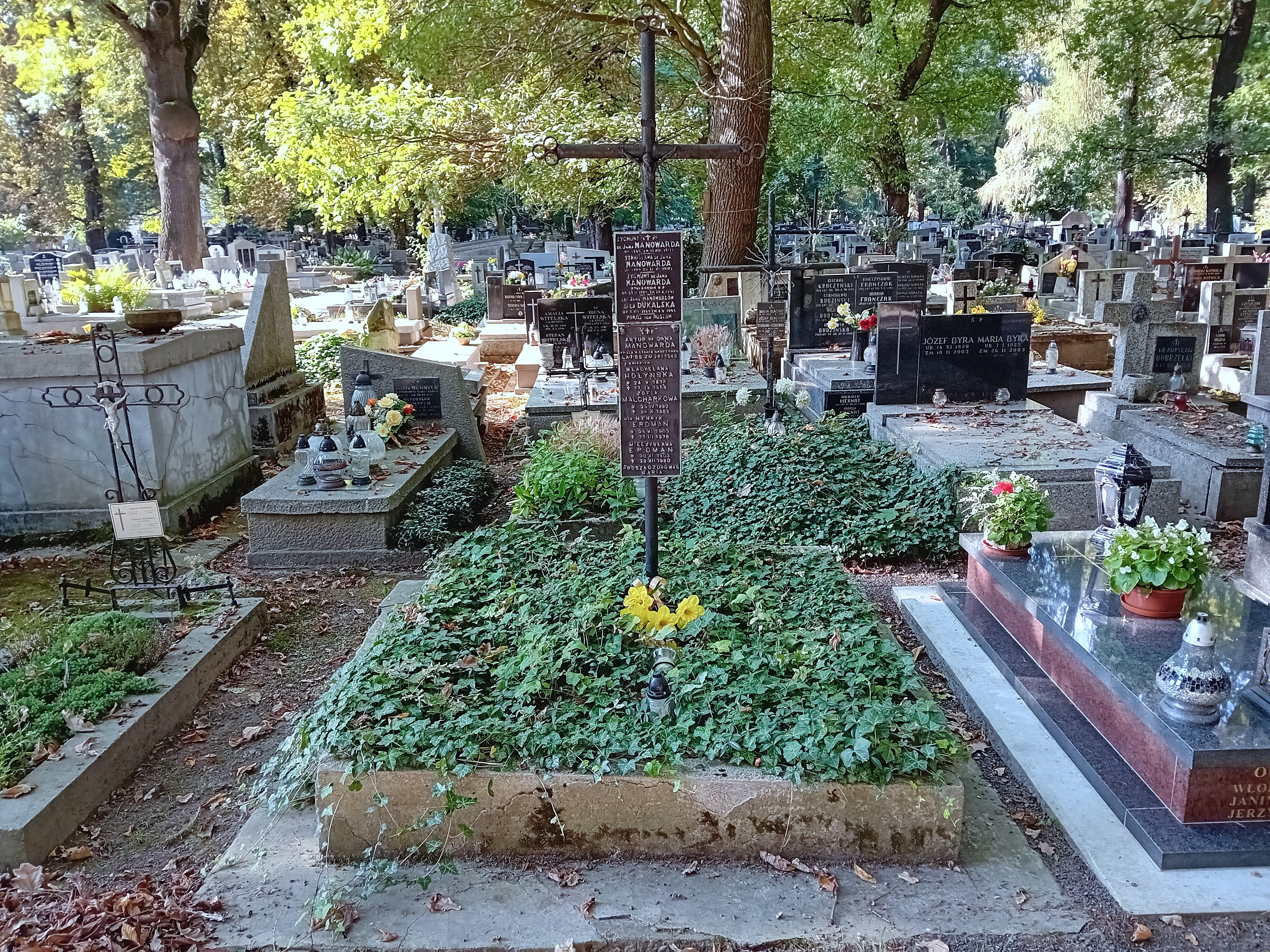
Grobowiec rodzinny Artura Manowardy

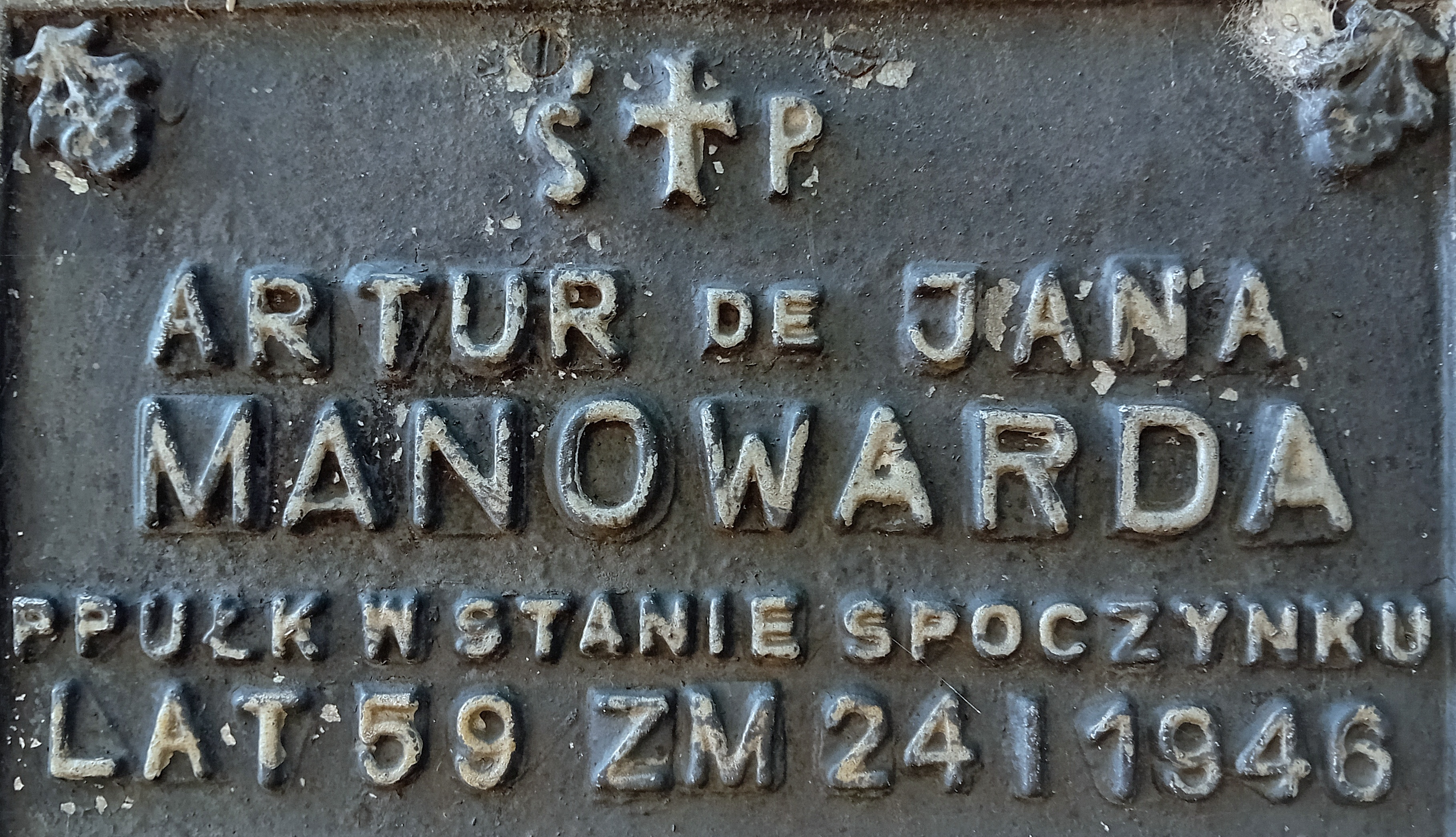
Tabliczka nagrobna

## Życiorys
Urodził się 13 marca 1886 we Lwowie, w rodzinie Zygmunta i Konstancji z Wyrzykowskich. Służył w c. i k. Armii. Jako kadet zastępca oficera w 41 pułku piechoty w listopadzie 1907 został awansowany na podporucznika piechoty w 9 pułku piechoty. W listopadzie 1912 został mianowany porucznikiem piechoty w tym samym pułku.
Po zakończeniu I wojny światowej i odzyskaniu przez Polskę niepodległości dekretem Naczelnego Wodza Wojsk Polskich z 27 grudnia 1918 został przyjęty do Wojska Polskiego jako oficer byłej armii austro-węgierskiej z zatwierdzeniem stopnia kapitana i z dniem 1 listopada 1918 otrzymał przydział do Okręgu Generalnego „Kraków”. W listopadzie 1918 w stopniu kapitana został przydzielony do Szkoły Podchorążych w Krakowie w strukturze Dowództwa Okręgu Generalnego w Krakowie. W szkole zlokalizowanej w Łobzowie objął stanowisko adiutanta.
W wydaniu z 27 września 1919 czasopisma „Myśl Niepodległa” ukazał się nie podpisany artykuł, którego autor dokonał krytyki przyjmowania do Wojska Polskiego byłych funkcjonariuszy (austriackiego) państwa policyjnego określonych jako antyki kajzerlikowskie (opisani zostali m.in. gen. mjr Eugeniusz Dąbrowiecki, płk Emil Tintz, rtm Hugon Babel von Fronsberg oraz rtm Zygmunt Manowarda). Służącemu rzekomo w krakowskiej szkole podchorążych rotmistrzowi Manowardzie zarzucono wówczas, że jako syn oficera z Czerniowiec nie był narodowości polskiej, podczas służby w formacjach austriackich miał dokonywać szpiegowania Polaków, w listopadzie 1918 miał wnieść podanie o przyjęcie do Wojska Polskiego we wniosku napisanym w języku niemieckim, jako że po polsku miał mówić słabo. W wydaniu „Myśli Niepodległej” z 18 października 1919 redakcja – po otrzymanym sprostowania – przyznała, że podane pierwotnie informacje nie odpowiadały prawdzie i że opisany kapitan służący w korpusie kadetów w Krakowie to w rzeczywistości oficer piechoty Artur Manowarda. Wyjaśniono wówczas, że pochodzi on wprawdzie także z Czerniowiec i był osiadły wcześniej we Lwowie, jednak jest synem urzędnika państwowego, a nie oficera – jak wcześniej podano, ponadto był wychowywany w duchu polskim, posługuje się językiem polskim i w żadnym razie nie składał podania o przyjęcie do Wojska Polskiego w języku niemieckim; kształcił się w szkole kadeckiej we Lwowie, a w 1912 w konspiracji udzielał ćwiczeń musztry polskim strzelcom, co zagrożone było rozstrzelaniem. 
Następnie został awansowany do stopnia do stopnia majora piechoty ze starszeństwem z dniem 1 czerwca 1919, a następnie do stopnia podpułkownika piechoty ze starszeństwem z dniem 1 lipca 1923. W latach 20. był przydzielony do 59 pułku piechoty, w którym w 1923 w stopniu majora był p.o. dowódcy batalionu sztabowego, a w 1924 w stopniu podpułkownika pełnił funkcję kwatermistrza pułku. W kwietniu 1928 został przeniesiony do kadry oficerów piechoty z równoczesnym przydziałem służbowym do Powiatowej Komendy Uzupełnień Inowrocław na sześć miesięcy celem odbycia praktyki poborowej. W listopadzie tego roku ogłoszono jego przeniesienie do Powiatowej Komendy Uzupełnień Postawy na stanowisko komendanta. W lutym 1929 został zwolniony z zajmowanego stanowiska i oddany do dyspozycji dowódcy Okręgu Korpusu Nr III. Z dniem 30 września 1929 został przeniesiony w stan spoczynku. W 1934 jako podpułkownik przeniesiony w stan spoczynku był przydzielony do Oficerskiej Kadry Okręgowej nr V jako oficer przewidziany do użycia w czasie wojny i pozostawał wówczas w ewidencji Powiatowej Komendy Uzupełnień Bielsko na Śląsku.
Jako emerytowany podpułkownik zamieszkiwał w Bielsku: w 1932 przy ulicy Gabriela Narutowicza 7, w 1939 przy ulicy Stanisława Moniuszki 18/3. W latach 30. wraz z dr. B. Grossem był w dyrekcjach branżowych związków zawodowych: „Konwencja Fabrykantów Sukna Bielska, Białej i Okolicy w Bielsku” (w 1933, był kierownikiem; był to związek zawodowy fabrykantów sukna, reprezentujący i chroniący ich interesy) oraz „Związek Eksporterów Przemysłu Włókienniczego, Spółdz. z o.o. w Bielsku”. W latach 30. publikował na łamach dziennika „Codzienna Gazeta Handlowa”, dwutygodnika „Gazeta Przemysłu i Handlu Włókienniczego”. 7 lipca 1938 w siedzibie Ministerstwa Przemysłu i Handlu z ramienia przemysłu zgrzebnego uczestniczył w konferencji zrzeszeń przemysłu włókienniczego w sprawie organizacji i popierania produkcji wełny krajowej. Ponadto w latach 30. był sekretarzem Klubu Rotary w Bielsku.
Zmarł 24 stycznia 1946. Został pochowany na cmentarzu Rakowickim w Krakowie 28 stycznia 1946 (w tym samym miejscu spoczął podpułkownika żandarmerii Zygmunt Jan Manowarda żyjący w latach 1884-1941). Był żonaty.